# Jhva Elohim Meth
Jhva Elohim Meth är Katatonias debut-EP. Den släpptes 7 juli 1993 på Vic Records, som både skivbolagets och bandets första släpp, och producerades av bandet tillsammans med Dan Swanö.

## Låtlista
1. ”Midwinter Gates (Prologue)” – 0:43
2. ”Without God” – 6:52
3. ”Palace of Frost” –3:40
4. ”The Northern Silence” – 4:00
5. ”Crimson Tears (Epilogue)” – 1:56

## Medverkande
- Anders "Blakkheim" Nyström – gitarr, bas
- Jonas "Lord Seth" Renkse – trummor, sång
- Day Disyhrah – sång, keyboard